# تل السمن
قرية تل السمن شمال مدينة الرقة بحوالي 30 كم، وتسمى (تل السمن شمالي) وهناك قرية تقع جنوبها وتسمى (تل السمن جنوبي) أو (مزرعة تل السمن).
يعمل أغلب سكان القرية بالزراعة وتربية المواشي وأغلب سكان القرية خليط من جميع العشاير وتتمتع القرية بتربة خصبة تصلح لزراعات كثيرة حيث تنتشر الزراعات وأهمها زراعة القمح والقطن والشوندر السكري والذرة الصفراء وتصل والمياه من نهر الفرات بقناة رئيسية تزود القرية الأراضي المجاورة لهذه القرية بالمياه اللازمة.